# O Preço Certo
O Preço Certo é um concurso produzido pela FremantleMedia Portugal e exibido na RTP1. Da sua versão original norte-americana The Price is Right, foram criadas diversas adaptações por todo o mundo.
Em Portugal, o concurso teve inicialmente uma versão na década de 1990, com Carlos Cruz, sendo que mais tarde a apresentação passou a Nicolau Breyner. A voz-off do programa era de António Macedo. Em 2002 o programa regressou à RTP1 sob o nome "O Preço Certo em Euros" apresentado por Jorge Gabriel e com a voz-off de Miguel Vital, que se mantém até hoje. Um ano depois, a 29 de setembro de 2003, a apresentação ficou a cargo do ator e humorista Fernando Mendes. 
No outono de 2006, o programa voltou ao nome original, passando a chamar-se "O Preço Certo". Os cenários mais modernos foram baseados na versão britânica, continuando a apresentação a cargo de Fernando Mendes.
O Preço Certo é um dos muito poucos programas televisivos em Portugal que ainda tem assistentes de concurso.
É também um dos poucos programas televisivos que mantém a sua longevidade ao longo dos anos, sendo que a sua atual versão é transmitida quase diariamente. Esta longevidade deve-se especialmente ao apresentador Fernando Mendes, que, mesmo passando por uma dieta intensiva desde 2019 e com o aparecimento da pandemia COVID-19, foi capaz de continuar a apresentar um dos programas mais populares da televisão portuguesa.

## Formato
Os primeiros quatro concorrentes chamados constituem o grupo inicial, em que cada um dos elementos vai tentar acertar ou no preço de um produto que lhe é apresentado ou aproximar-se deste preço sem o ultrapassar. 
Quando algum dos quatro acerta, passa a um jogo intermédio, de forma a acumular mais prémios, e ganha a possibilidade de fazer girar a "Grande Roda".
Sempre que cada concorrente ganha no jogo inicial, é substituído por outro da plateia, para integrar o grupo de jogadores, até perfazer um total de 6 jogadores por programa.
Para se qualificar para a final d'O Preço Certo, cada concorrente que ganhou no jogo preliminar faz girar a "Grande Roda" de forma a que, com uma ou duas voltas no máximo, se aproxime o mais possível de 100. Será apurado o concorrente que mais se aproximar ou igualar esse valor.
O finalista terá a possibilidade de ganhar a grande montra de prémios, apostando no preço certo dos prémios apresentados.
*Nota: Em caso de empate, o preço que ganha é sempre por excesso.

## Programa

### Transmissão
| Duração       | Apresentador    | Notas |      |
| RTP1          | RTP1            | RTP1  | RTP1 |
| ------------- | --------------- | ----- | ---- |
| 1990-1992     | Carlos Cruz     |       |      |
| 1992-1993     | Nicolau Breyner |       |      |
| 2002-2003     | Jorge Gabriel   |       |      |
| 2003-presente | Fernando Mendes |       |      |

### Especiais
- No dia 17 de março de 2007, foi emitido na RTP1 o especial "O Preço Certo 1000" a partir do Coliseu do Porto, em horário nobre, celebrando as 1000 emissões do programa desde 2002.
- No dia 20 de março de 2010, foi emitido na RTP1 o especial "O Preço Certo 1500", celebrando as 1500 emissões do programa, a partir do Coliseu José Rondão de Almeida, na cidade de Elvas. [1]
- No dia 3 de março de 2012, foi emitido na RTP1 o especial "O Preço Certo 2000", celebrando os 10 anos de emissão do programa e as 2000 emissões, que decorreu no Pavilhão Multiusos de Viseu.
- No dia 5 de abril de 2014, foi emitido na RTP1 o especial "O Preço Certo - Especial 2500" no pavilhão Multiusos de Fafe, celebrando as 2500 emissões do programa.
- No dia 12 de março de 2017, foi emitido na RTP1 o especial "O Preço Certo - Especial 3000" no pavilhão Multiusos de Lamego, celebrando as 3000 emissões do programa. [2]
- No dia 14 de outubro de 2018 foi emitido na RTP1 o especial "O Preço Certo - 15 anos... Com Fernando Mendes" , celebrando os 15 anos de emissão apresentado por Fernando Mendes.
- No dia 16 de março de 2019, foi emitido, em direto, na RTP1 o especial "O Preço Certo - Especial 3500" na Marinha Grande, celebrando as 3500 emissões do programa.
- No dia 28 de julho de 2019, foi emitido, em direto de Barcelos, O Preço Certo - Especial Verão.
- No dia 13 de junho de 2020, após três meses de reposições de emissões anteriores, devido à pandemia de Covid-19, o programa voltou aos episódios inéditos, através de um especial com os professores do #EstudoEmCasa, que apresentaram a telescola na RTP Memória.
- No dia 18 de maio de 2024 foi emitido um episódio especial, previamente gravado, intitulado O Preço Certo 4000, de forma a celebrar este número de emissões.

## Assistentes
Na edição apresentada por Jorge Gabriel, as assistentes eram Cristina Martins e Andreia Fernandes. Com Fernando Mendes, saiu Andreia Fernandes e entraram Lenka da Silva e João Ramalhete.
Em 2007, saiu João Ramalhete e entrou Mário Andrade e, em 2010, saiu Cristina Martins e entrou Lúcia Custódio.
Em 2017, saiu Lúcia Custódio e entrou Teresa Medeiros.

## Audiências

### O Preço Certo em Euros(2002-2006)
No dia de estreia, a 11 de fevereiro de 2002, a audiência média foi de 3,9% e 12,7% de share. A última emissão, a 31 de março de 2006, registou 5,8% de audiência média e 23% de share. A melhor emissão do programa foi transmitida a 4 de dezembro de 2003, com 13,1% de audiência média e 35,2% de share. 

### O Preço Certo(2006-presente)
- Líder absoluto de audiências no seu horário há vários anos, tem por vezes o minuto mais visto do dia da RTP1. A TVI já tentou derrubar a liderança da RTP1 neste horário, mas sem sucesso. Primeiramente, com o concurso The Money Drop, apresentado por Teresa Guilherme, que ao inicio teve boas audiências e que por vezes chegou a liderar. Depois, com o programa de entrevistas de Cristina Ferreira, Cristina, que nunca chegou ao primeiro lugar e que habitualmente ficava em terceiro lugar, com cerca de 14,5% de share.
- Perdeu apenas a liderança absolutas das audiências entre 2017 e 2018 com a entrada do Apanha se Puderes, da TVI, um concurso com apresentação de Pedro Teixeira e Cristina Ferreira. Em 2018, Cristina Ferreira abandona a TVI e o programa fica ao comando de Rita Pereira e Pedro Teixeira, que, com baixa audiência, deixa de ser exibido no horário, dando lugar à série Inspetor Max, que, por sua vez, também, não fez frente ao longevo concurso da RTP. Quem Quer Namorar com o Agricultor, programa da SIC apresentado por Andreia Rodrigues, também fez frente ao concurso apresentado por Fernando Mendes, sendo que, desde a estreia dos diários, a 11 de março de 2019, até setembro de 2019, foi líder de audiências neste horário, atirando O Preço Certo para vice-líder.